# Hypersexuell störning
Hypersexuell störning eller överdriven sexualdrift är en sexuell dysfunktion som räknas till de psykiska störningarna. "Sexmissbruk" och "sexberoende" är talspråkliga beteckningar för samma tillstånd. Det yttrar sig i en okontrollerad och överdriven sexualdrift, en sexualdrift som inverkar negativt på personens liv och vardag.
2018 godkände Världshälsoorganisationen en liknande diagnos under beteckningen Compulsive Sexual Behaviour Disorder (CSBD, sexuell tvångsmässighet).

## Uttryck och spridning
Båda könen kan drabbas av hypersexuell störning, vilket hos kvinnor kallas nymfomani och hos män satyriasis. Med sexualdrift räknas både sexuella fantasier och sexuella handlingar; handlingarna kan ta sig uttryck i impulskontrollstörningar eller ovanligt ofta förekommande eller lättuppkommen upphetsning. Till sådana handlingar hör tvångsmässig onani, måttlös konsumtion av pornografi eller besök på strippklubbar, prostitution, telefonsex, cybersex, tillfälliga sexuella kontakter av ömsesidigt frivillig natur (promiskuitet), med mera. Sådana aktiviteter räknas som en störning om det utgör ett problem för personen, till exempel att personen missköter sitt arbete, förlorar vänner och familj eller ruineras till dess följd. Det blir en störning först när personen försökt kontrollera sexualiteten, men misslyckats. De drabbade har ofta sexuella högriskbeteenden, vilket ökar risken för könssjukdomar och oönskade graviditeter.
Hypersexuell störning är inte en parafili, utan en normofili. Hypersexuell störning ökar risken för att begå sexualbrott.
Personer kan drabbas av hypersexuell störning till följd av droger och vissa sjukdomar, och det kan ibland ingå som ett symtom på depression, bipolär sjukdom och demens. Sexualiteten är normalt starkare under sena tonåren och tidigt vuxenliv för män. Kvinnor däremot brukar ha ungefär samma styrka på sexdriften hela livet. Som psykisk störning kan hypersexuell störning uppkomma i reaktion på stress, irritation, uttråkning och nedstämdhet. 

## Orsaker och behandling
Hypersexualitet kan uppkomma i komorbiditet med andra psykiska störningar. Det är inte ovanligt vid histrionisk personlighetsstörning, borderline personlighetsstörning, paranoid personlighetsstörning, anankastisk personlighetsstörning med flera personlighetsstörningar, eller med exhibitionism, masochism, ADHD, depression, substansmissbruk, ångeststörningar, och fobi. I sådana fall kan den andra störningen modifiera uttrycken för den hypersexuella störningen.
Hypersexuell störning kan behandlas med testosteronsänkande läkemedel, antidepressiva läkemedel samt beteende- eller samtalsterapi. Behandling kan även ske genom samtal och till exempel 12-stegsprogrammet.